# Julius Schittenhelm
Julius Schittenhelm (* 4. Dezember 1926 in Kiel; † 28. Oktober 2012) war ein deutscher Sänger, Liederschreiber, Produzent und Designer.

## Leben
Nach einem kurzen Fronteinsatz im Zweiten Weltkrieg und Kriegsgefangenschaft begann Schittenhelm in München ein Chemiestudium. Nebenher arbeitet er auf dem Bau. Er brachte sich autodidaktisch das Gitarrespielen bei und erhielt einen Job in einer Begleitband der Schwabinger Gisela. In wechselnden Besetzungen trat er danach in verschiedenen Nachtlokalen und Clubs auf und arbeitete als Auftragsproduzent und Tonmeister für das deutsche Label OHR/Metronome, unter anderen mit Amon Düül, Embryo und Guru Guru.
Neben seiner Karriere als Musiker betrieb er eine Hinterhofwerkstatt und entwarf Einrichtungsgegenstände und Dekorationen.
1976 kehrte er als Musiker auf die Bühne zurück. Er sang nun selbstgeschriebene Lieder zur akustischen Gitarre. „Schittenhelms Stimme hatte den Klang eines rostigen Stück Stahlblechs, das über Pflastersteine schleift.“
Bruckmoser und Wulff beschreiben in ihrem „umfassenden Lexikon der Pop- & Rock-Musik“: „Schittenhelm, Julius (v,g,k,f) krächzt seit den 70ern deutschsprachige Hymnen zu subtil synkopischer Begleitung: Gewöhnungsbedürftig, intellektuell, kabarettreif und mit Sicherheit absolut einzigartig um nicht zu sagen: Alleinstehend.“
Schittenhelm war Mitbegründer des Musiklabels Schneeball. Dort erschienen auch seine drei Langspielplatten: Aristoteles (1976), Müllmutanten (1978) und Rundschlag (1982).
Im Jahr 1982 zog er von München nach Schlitz und entwickelte Objekte aus Plexiglas. In den folgenden Jahren spielte er Klavier und experimentierte mit Synthesizern. Er hatte noch vereinzelte Auftritte in Galerien und bei kleineren Veranstaltungen. Als Book on Demand ist seine Autobiografie Ich bin kein Volk erschienen.

## Diskografie
- Aristoteles 1976
- Müllmutanten 1978
- Rundschlag 1982
- Quarks bis Ethik 2000

mit anderen
- Umsonst+Draußen Vlotho 1977/1978
- April ist Schneeball  1977
- Ein Komet ist ein schmutziger Schneeball  1997
- Aufbrüche  2009 (Sireena Rec.)

## Auftragsproduktionen (Auswahl)
- Amon Düül: Paradieswärts Düül
- Floh de Cologne: Rockoper Profitgeier
- Guru Guru:  Ufo
- Embryo: Opal